# IC 63
IC 63 је емисиона маглина у сазвјежђу Касиопеја која се налази на листи објеката дубоког неба у Индекс каталогу.
Деклинација објекта је + 60° 54' 40" а ректасцензија 0h 59m 29,0s. IC 63 је још познат и под ознакама LBN 623, CED 4B, Gamma Cas nebula.